# Vanna Bounlovongsa
Vanna Bounlovongsa (* 21. November 1998 in Vientiane) ist ein laotischer Fußballspieler.

## Karriere

### Verein
Vanna Bounlovongsa erlernte das Fußballspielen in der Jugendmannschaft vom DK FC Vientiane. Sein erster Seniorenverein war der Luang Prabang United. Hier spielte er bis Ende 2018. Anfang 2019 unterschrieb er einen Vertrag beim Young Elephants FC. Der Verein aus der laotischen Hauptstadt Vientiane spielte in der ersten Liga des Landes, der Lao Premier League. Für die Young Elephants absolvierte er elf Erstligaspiele. Im Januar 2021 unterschrieb er einen Vertrag beim FC Chanthabouly.

### Nationalmannschaft
Vanna Bounlovongsa spielt seit 2018 für die laotische Nationalmannschaft. 2018 nahm er mit der Mannschaft an der Südostasienmeisterschaft teil.